# Ultimate Betrayal
Ultimate Betrayal (bra: Abuso Sexual) é um telefilme de drama estadunidense de 1994 dirigido por Donald Wrye e estrelado por Marlo Thomas, Mel Harris, Ally Sheedy, Kathryn Dowling, Henry Czerny, Nigel Bennett, Kyle, Simon Parker, e Valerie Buhagiar. Estreou originalmente em 20 de março de 1994 na CBS.

## Sinopse
O filme conta a história de três irmãs, que foram obrigadas a processar o próprio pai devido ao abuso sexual cometido enquanto elas ainda eram crianças.

## Elenco
- Marlo Thomas como Sharon Rodgers Simone
  - Chandra Michaels como jovem Sharon
  - Tiffany Leonardo como pequena Sharon
- Mel Harris como Susan Rodgers Hammond
  - Kim Schraner como Susan aos 15-19 anos
  - Chantellese Kent como Susan aos 12 anos
  - Katie Zegers como pequena Susan
- Kathryn Dowling como Beth Rodgers
  - Tanya Allen como Beth aos 17 anos
  - Suzanne Hammond como jovem Beth
- Ally Sheedy como Mary Rodgers LaRocque
  - Luisa Zane como Maria aos 7 anos
- Nigel Bennett como Steven Rodgers
  - John David Wood como jovem Steven
  - B.J. McLellan como pequeno Steven
- Kyle, Simon Parker como John Rodgers
  - Marcos Donato como jovem John
  - Chandler Nicol como pequeno lJohn
- Henry Czerny como Edward Rodgers
- Valerie Buhagiar como Helen Rodgers
  - Pam Hyatt como Helen mais velha
- Donna Goodhand como Dana Quinn
- Eileen Heckart como Sarah McNeil

## Lançamento
O filme estreou no domingo, 20 de março de 1994, na CBS.